# World Darts Trophy 2007
De Bullit World Darts Trophy 2007 was de 6e editie van het internationale dartstoernooi World Darts Trophy en werd gehouden van 31 augustus 2007 tot en met 9 september 2007 in de Vechtsebanen te Utrecht. Sinds 2007 werkt de organisatie van de WDT (en de International Darts League) als onafhankelijke organisatie, waardoor de beste darters ter wereld, van zowel de BDO als de PDC, aan het toernooi konden deelnemen. Hierdoor zijn er vanaf dit jaar niet 32, maar 56 deelnemers, 28 van elke bond. Het toernooi startte een dag eerder met een dubbele voorronde. Hierin werden de 32 spelers die niet bij de top 12 van hun bond zaten ingedeeld. Zij moesten twee wedstrijden (best of 5 sets) winnen om zich te plaatsen voor het hoofdtoernooi.
Phil Taylor was de titelverdediger, en verloor in de finale met 7-3 van Gary Anderson. Het gezamenlijk toernooigemiddelde eindigde op 31,18 per dart. Nooit eerder lag het gemiddelde van een officieel televisietoernooi boven de 31 per dart. Daarnaast werd de beste finale op een tv-toernooi ooit gespeeld. Anderson haalde een gemiddelde van 34,29 en Taylor een gemiddelde van 34,02.

## Prijzengeld
Het totale prijzengeld bedroeg €171.000 (plus €50.000) en was als volgt verdeeld:
| Plaats        | Prijzengeld                     |
| ------------- | ------------------------------- |
| Winnaar       | €45.000                         |
| Runner-up     | €22.500                         |
| Halvefinalist | €11.250                         |
| Kwartfinalist | €6.000                          |
| 2e ronde      | €3.000                          |
| 1e ronde      | €2.000                          |
| 9-darter      | Alfa Romeo Brera t.w.v. €50.000 |

Degene met de hoogste check-out (uitgooi) kreeg €1.000:
- 164 - Gary Anderson €1.000

## Media
De Bullit World Darts Trophy werd in Nederland gedeeltelijk live, maar voornamelijk in samenvatting uitgezonden door de commerciële televisiezender SBS6. De wedstrijden, op de voorrondes na, waren ook live via internet te volgen.

## Alle wedstrijden

#### Voorronde
| Andy Jenkins          | 3 - 0 | Phill Nixon       |
| Paul Hanvidge         | 0 - 3 | Wayne Atwood      |
| Dietmar Burger        | 0 - 3 | Andy Smith        |
| Michael van Gerwen    | 3 - 0 | Robert Grant      |
| Ronnie Baxter         | 3 - 0 | Steve Duke sr.    |
| Jarkko Komula         | 0 - 3 | Denis Ovens       |
| Michael Rosenauer     | 3 - 1 | Bob Anderson      |
| Jelle Klaasen         | 3 - 1 | Edwin Max         |
| Kevin Painter         | 3 - 1 | Shane Tichowitsch |
| Mario Robbe           | 3 - 1 | Gary Spedding     |
| Steve West            | 3 - 0 | Peter Allen       |
| Mervyn King           | 3 - 1 | Craig Pullen      |
| Barrie Bates          | *     | Shaun Greatbatch  |
| Martin Atkins         | 3 - 0 | Alan Caves        |
| Gary Robson           | 3 - 0 | Mark Walsh        |
| Vincent van der Voort | 3 - 0 | Mark Barilli      |

| Andy Jenkins      | 2 - 3 | Wayne Atwood          |
| Andy Smith        | 1 - 3 | Michael van Gerwen    |
| Ronnie Baxter     | 2 - 3 | Denis Ovens           |
| Michael Rosenauer | 0 - 3 | Jelle Klaasen         |
| Kevin Painter     | 3 - 0 | Mario Robbe           |
| Steve West        | 1 - 3 | Mervyn King           |
| Shaun Greatbatch  | 3 - 2 | Martin Atkins         |
| Gary Robson       | 0 - 3 | Vincent van der Voort |

* Barrie Bates nam niet deel aan de World Darts Trophy vanwege een gebroken middenvoetsbeentje. Er kwam geen vervanger voor Bates, dus Shaun Greatbatch kreeg een bye in de eerste voorronde.

#### Eerste ronde (best of 5 sets)
| Gary Anderson         | 3 - 0 | Wayne Atwood          |
| John Part             | 3 - 1 | Niels de Ruiter       |
| Simon Whitlock        | 3 - 2 | Wayne Mardle          |
| Peter Manley          | 3 - 2 | Michael van Gerwen    |
| Martin Adams          | 3 - 1 | Denis Ovens           |
| Dennis Priestley      | 3 - 1 | Mike Veitch           |
| Tony O'Shea           | 1 - 3 | Andy Hamilton         |
| Raymond van Barneveld | 1 - 3 | Jelle Klaasen         |
| Mark Webster          | 3 - 2 | Kevin Painter         |
| Adrian Lewis          | 3 - 0 | John Walton           |
| Scott Waites          | 3 - 2 | James Wade            |
| Colin Lloyd           | 1 - 3 | Mervyn King           |
| Darryl Fitton         | 0 - 3 | Shaun Greatbatch      |
| Terry Jenkins         | 3 - 2 | Co Stompé             |
| Remco van Eijden      | 1 - 3 | Roland Scholten       |
| Phil Taylor           | 3 - 1 | Vincent van der Voort |

#### Tweede ronde (best of 5 sets)
| Gary Anderson    | 3 - 1 | John Part        |
| Simon Whitlock   | 2 - 3 | Peter Manley     |
| Martin Adams     | 3 - 1 | Dennis Priestley |
| Andy Hamilton    | 3 - 0 | Jelle Klaasen    |
| Mark Webster     | 3 - 1 | Adrian Lewis     |
| Scott Waites     | 2 - 3 | Mervyn King      |
| Shaun Greatbatch | 1 - 3 | Terry Jenkins    |
| Roland Scholten  | 1 - 3 | Phil Taylor      |

#### Kwartfinale (best of 9 sets)
| Gary Anderson | 5 - 1 | Peter Manley  |
| Martin Adams  | 4 - 5 | Andy Hamilton |
| Mark Webster  | 3 - 5 | Mervyn King   |
| Terry Jenkins | 3 - 5 | Phil Taylor   |

#### Halve finale (best of 11 sets)
| Gary Anderson | 6 - 5 | Andy Hamilton |
| Mervyn King   | 2 - 6 | Phil Taylor   |

#### Finale (best of 13 sets)
| Gary Anderson | 7 - 3 | Phil Taylor |

2002 ·
2003 ·
2004 ·
2005 ·
2006 ·
2007